# The Sequence
Pour les articles homonymes, voir Séquence.
Pour le trio de hip-hop féminin, voir The Sequence (groupe).
The Sequence (stylisé [the Sequence]) est un jeu vidéo de puzzle développé par Maxim Urusov et édité par OneManBand, sorti en 2015 sur Windows, iOS et Android.

## Système de jeu
Le but du jeu est de créer une chaîne de production optimisée emmenant des marchandises d'un point A à un point B. Pour ce faire, le joueur peut interagir avec des modules disposés sur une grille : les déplacer, les faire tourner, les intervertir... Chaque module sert à transporter des marchandises mais peut aussi déplacer d'autres modules.

## Accueil
- Canard PC : 8/10[1]
- TouchArcade : 4,5/5[2]